# William Henry Pickering
William Henry Pickering (15. února 1858 – 17. ledna 1938) byl americký astronom, bratr Edwarda Charlese Pickeringa, který se zasloužil o objevení Saturnova měsíce Phoebe v roce 1899. Podílel se také na utváření názoru na vznik Sinuous rilles na Měsíci či se snažil vysvětlit nepravidelnou jasnost měsíce Io.
Na počest bratří Pickeringů jsou na povrchu Měsíce a Marsu pojmenovány krátery.